# Mussa Hudrog
Mussa Hudrog (* 1. Januar 1984) ist ein deutsch-libanesischer Langstreckenläufer.

## Werdegang
Mussa Hudrog floh als Kind mit seiner Familie als jüngstes von 14 Geschwistern vor dem Libanesischen Bürgerkrieg nach Deutschland und wuchs im Münsterland nahe der niederländischen Grenze auf. 
In seiner Jugend spielte er Fußball bei Alemannia Aachen, KAS Eupen, Roda Kerkrade und zuletzt im Aachener Sportverein Borussia Brand, konnte sich jedoch nirgends entscheidend durchsetzen und seine Karriere ab der A-Jugend letztendlich wegen fehlender finanzieller Mittel seiner Eltern nicht weiter fortführen.
Im Alter von 15 Jahren lief Mussa Hudrog den Lousberglauf als seinen ersten Wettkampf. Anschließend dauerte es sechs Jahre, bis er erneut wieder an einem Laufwettkampf teilnahm, dem Aachener Silvesterlauf. Dabei, inzwischen 21-jährig, wurde er vom Leichtathletik-Leiter der Aachener TG, Günter Drießen, nach Erreichen des dritten Platzes zum Vereinslauftraining eingeladen. Unter dem Trainer Wolfgang Glöde entwickelte sich Mussa Hudrog zu einem der besten Langstreckenläufer Westdeutschlands.
Mit dem Gewinn der Libanesischen Meisterschaften im Crosslauf 2017, ausgetragen am 26. Februar 2017 in Beirut über eine Länge von 11.600 Metern, qualifizierte sich Mussa Hudrog trotz einer Erkältung, die er sich zuvor im Trainingslager in Iten (Kenia) zugezogen hatte, als einziger männlicher Starter Libanons für die Crosslauf-Weltmeisterschaften 2017 in Kampala, Uganda. 
Dort erreichte er am 26. März 2017 den 124. Platz von 136 Finishern, bei 146 Teilnehmern. Der Deutsche Leichtathletik-Verband schickte keine deutschen Starter zu den Crosslauf-Weltmeisterschaften nach Uganda.
Seit Februar 2012 führt Mussa Hudrog neben weiteren Gastronomiebetrieben mit seiner Partnerin ein Café in Aachen nahe dem Kaiser-Friedrich-Park. Zuvor arbeitete er sieben Jahre lang in einer Cocktailbar in der Aachener Pontstraße. Bedingt durch fehlende zeitliche Kapazitäten nach Übernahme des Cafés folgte eine anderthalbjährige Laufpause. Mussa Hudrog ist verheiratet und lebt mit seinen drei Kindern in Aachen.
Es dauerte 24 Jahre und zusätzlich weitere 3 Jahre vor dem Verwaltungsgericht gegen die Aachener Ausländerbehörde, bis Mussa Hudrog die Deutsche Staatsbürgerschaft erhielt. Er besitzt sowohl die libanesische als auch die deutsche Staatsangehörigkeit.

## Persönliche Bestzeiten
- 800 m: 2:01,01 min, 17. Mai 2014, Aachen
- 3000 m: 8:43,35 min, 12. Mai 2014, Aachen
- 5000 m: 14:57,76 min, 13. Juni 2014, Aachen
- 10.000 m: 32:00,11 min, 29. März 2014, Aachen
- 10-km-Straßenlauf: 30:10 min, 13. Dezember 2015, Rheinzabern
- Halbmarathon: 1:11:53 h, 18. April 2010, Bad Liebenzell
- Marathon: 2:31:40 h, 23. April 2017, Sidon (LBN)

## Persönliche Erfolge
| Datum/Jahr    | Rang | Wettbewerb                            | Austragungsort        | Distanz    | Zeit     | Bemerkung                                                |
| ------------- | ---- | ------------------------------------- | --------------------- | ---------- | -------- | -------------------------------------------------------- |
| 3. Dez. 2017  | 2    | Winterlauf Aachen                     | Vichtbachtal – Aachen | 18 km      | 00:59:34 | 55. Aachener Winterlauf                                  |
| 28. Okt. 2017 | 2    | Volkslauf Herzogenrath                | Herzogenrath          | 21,0975 km | 01:14:03 | 1. Platz Kreismeisterschaften Aachen Halbmarathon        |
| 5. Juli 2017  | 1    | Lousberglauf                          | Aachen                | 5555 m     | 00:17:16 | 28. Lousberglauf                                         |
| 23. Apr. 2017 | 10   | Saida International Marathon          | Sidon                 | 42,195 km  | 02:31:40 |                                                          |
| 26. März 2017 | 124  | Crosslauf-Weltmeisterschaften 2017    | Kampala               | ~10 km     | 00:35:39 |                                                          |
| 26. Feb. 2017 | 1    | Libanesische Crosslaufmeisterschaften | Beirut                | 11.600 m   | 00:35:57 | Qualifikation für die Crosslauf-Weltmeisterschaften 2017 |

| Datum/Jahr    | Rang | Wettbewerb                  | Austragungsort        | Distanz | Zeit     | Bemerkung                                            |
| ------------- | ---- | --------------------------- | --------------------- | ------- | -------- | ---------------------------------------------------- |
| 11. Dez. 2016 | 6    | Winterlaufserie Rheinzabern | Rheinzabern           | 10 km   | 00:31:50 | 35. Rheinzaberner Winterlaufserie                    |
| 4. Dez. 2016  | 1    | Winterlauf Aachen           | Vichtbachtal – Aachen | 18 km   | 00:58:33 | 54. Aachener Winterlauf                              |
| 27. Nov. 2016 | 4    | Nordrhein-Meisterschaften   | Wesseling             | 3500 m  | 00:12:40 | Nordrhein-Crossmeisterschaften Mittelstrecke         |
| 27. Nov. 2016 | 2    | Nordrhein-Meisterschaften   | Wesseling             | 8100 m  | 00:27:25 | Nordrhein-Crossmeisterschaften Langstrecke           |
| 11. Sep. 2016 | 89   | Alsterlauf                  | Hamburg               | 10 km   | 00:32:28 | 74. Platz Deutsche Meisterschaften 10 km Straßenlauf |
| 13. Juli 2016 | 1    | Lousberglauf                | Aachen                | 5555 m  | 00:17:23 | 27. Lousberglauf                                     |

| Datum/Jahr    | Rang | Wettbewerb                  | Austragungsort        | Distanz | Zeit     | Bemerkung                                               |
| ------------- | ---- | --------------------------- | --------------------- | ------- | -------- | ------------------------------------------------------- |
| 13. Dez. 2015 | 3    | Winterlaufserie Rheinzabern | Rheinzabern           | 10 km   | 00:30:10 | 34. Rheinzaberner Winterlaufserie                       |
| 6. Dez. 2015  | 1    | Winterlauf Aachen           | Vichtbachtal – Aachen | 18 km   | 00:56:05 | 53. Aachener Winterlauf; Streckenrekord                 |
| 3. Okt. 2015  | 1    | Nordrhein-Meisterschaften   | Heinsberg             | 10 km   | 00:31:34 | Nordrhein-Meisterschaften 10 km Straßenlauf             |
| 6. Sep. 2015  | 5    | Kö-Lauf                     | Düsseldorf            | 10 km   | 00:31:23 | 28. Stadtwerke Düsseldorf Kö-Lauf                       |
| 1. Aug. 2015  | 2    | Die 10 km von Dürwiß        | Eschweiler            | 10 km   | 00:31:43 | 1. Platz Kreismeisterschaften Aachen; 10 km Straßenlauf |
| 8. Juli 2015  | 1    | Lousberglauf                | Aachen                | 5555 m  | 00:17:18 | 26. Lousberglauf                                        |

| Datum/Jahr    | Rang | Wettbewerb                | Austragungsort        | Distanz | Zeit     | Bemerkung                                    |
| ------------- | ---- | ------------------------- | --------------------- | ------- | -------- | -------------------------------------------- |
| 14. Dez. 2014 | 1    | Winterlauf Aachen         | Vichtbachtal – Aachen | 18 km   | 00:57:11 | 52. Aachener Winterlauf                      |
| 30. Nov. 2014 | 1    | Nordrhein-Meisterschaften | Wassenberg            | 3300 m  | 00:10:46 | Nordrhein-Crossmeisterschaften Mittelstrecke |
| 30. Nov. 2014 | 1    | Nordrhein-Meisterschaften | Wassenberg            | 8550 m  | 00:28:59 | Nordrhein-Crossmeisterschaften Langstrecke   |
| 15. Nov. 2014 | 1    | Herbstlauf Porz           | Köln                  | 10 km   | 00:30:26 | 42. Herbstlauf des LSV Porz                  |
| 2. Juli 2014  | 1    | Lousberglauf              | Aachen                | 5555 m  | 00:17:21 | 25. Lousberglauf                             |

| Datum/Jahr    | Rang | Wettbewerb                | Austragungsort        | Distanz    | Zeit     | Bemerkung                                   |
| ------------- | ---- | ------------------------- | --------------------- | ---------- | -------- | ------------------------------------------- |
| 15. Dez. 2013 | 1    | Winterlauf Aachen         | Vichtbachtal – Aachen | 18 km      | 00:57:50 | 51. Aachener Winterlauf                     |
| 28. Sep. 2013 | 1    | Nordrhein-Meisterschaften | Mönchengladbach       | 10 km      | 00:32:08 | Nordrhein-Meisterschaften 10 km Straßenlauf |
| 3. Juli 2013  | 7    | Lousberglauf              | Aachen                | 5555 m     | 00:18:38 | 24. Lousberglauf                            |
| 14. Apr. 2013 | 46   | Deutsche Meisterschaften  | Bergisch Gladbach     | 21,0975 km | 01:12:53 | Deutsche Halbmarathon-Meisterschaften 2013  |

| Datum/Jahr   | Rang | Wettbewerb   | Austragungsort | Distanz | Zeit     | Bemerkung        |
| ------------ | ---- | ------------ | -------------- | ------- | -------- | ---------------- |
| 4. Juli 2012 | 5    | Lousberglauf | Aachen         | 5555 m  | 00:17:51 | 23. Lousberglauf |

| Datum/Jahr    | Rang | Wettbewerb                | Austragungsort        | Distanz | Zeit     | Bemerkung                                    |
| ------------- | ---- | ------------------------- | --------------------- | ------- | -------- | -------------------------------------------- |
| 11. Dez. 2011 | 15   | Winterlauf Aachen         | Vichtbachtal – Aachen | 18 km   | 01:01:26 | 49. Aachener Winterlauf                      |
| 6. Juli 2011  | 1    | Lousberglauf              | Aachen                | 5555 m  | 00:17:15 | 22. Lousberglauf                             |
| 30. Jan. 2011 | 2    | Nordrhein-Meisterschaften | Köln                  | 4200 m  | 00:14:04 | Nordrhein-Crossmeisterschaften Mittelstrecke |
| 30. Jan. 2011 | 5    | Nordrhein-Meisterschaften | Köln                  | 8100 m  | 00:27:49 | Nordrhein-Crossmeisterschaften Langstrecke   |
| 23. Jan. 2011 | 10   | Abdijcross                | Kerkrade              | 9500 m  | 00:31:48 | 47. Abdijcross; Crosslauf Langstrecke        |
| 23. Jan. 2011 | 1    | Abdijcross                | Kerkrade              | 5000 m  | 00:16:14 | 47. Abdijcross; Crosslauf Kurzstrecke        |

| Datum/Jahr    | Rang | Wettbewerb                          | Austragungsort        | Distanz    | Zeit     | Bemerkung                                   |
| ------------- | ---- | ----------------------------------- | --------------------- | ---------- | -------- | ------------------------------------------- |
| 12. Dez. 2010 | 3    | Winterlauf Aachen                   | Vichtbachtal – Aachen | 18 km      | 00:57:56 | 48. Aachener Winterlauf                     |
| 28. Nov. 2010 | 48   | Warandeloop Tilburg                 | Tilburg               | 10.000 m   | 00:32:48 | Int. loket.nl Warandeloop Tilburg           |
| 2. Okt. 2010  | 2    | Oedter Straßenlauf                  | Grefrath              | 10 km      | 00:31:32 | 28. Oedter Straßenlauf                      |
| 11. Sep. 2010 | 34   | Deutsche Meisterschaften            | Ohrdruf               | 10 km      | 00:31:31 | Deutsche Meisterschaften 10 km Straßenlauf  |
| 30. Juni 2010 | 1    | Lousberglauf                        | Aachen                | 5555 m     | 00:17:13 | 21. Lousberglauf                            |
| 18. Apr. 2010 | 58   | Deutsche Straßenlaufmeisterschaften | Bad Liebenzell        | 21,0975 km | 01:11:53 | 34. Deutsche Straßenlaufmeisterschaften     |
| 20. März 2010 | 6    | Nordrhein-Meisterschaften           | Schwalmtal            | 10 km      | 00:32:57 | Nordrhein-Meisterschaften 10 km Straßenlauf |
| 24. Jan. 2010 | 11   | Abdijcross                          | Kerkrade              | 9500 m     | 00:32:22 | 46. Abdijcross; Crosslauf Langstrecke       |
| 24. Jan. 2010 | 1    | Abdijcross                          | Kerkrade              | 5000 m     | 00:16:25 | 46. Abdijcross; Crosslauf Kurzstrecke       |

| Datum/Jahr    | Rang | Wettbewerb                | Austragungsort        | Distanz | Zeit     | Bemerkung                                    |
| ------------- | ---- | ------------------------- | --------------------- | ------- | -------- | -------------------------------------------- |
| 13. Dez. 2009 | 21   | Winterlauf Aachen         | Vichtbachtal – Aachen | 18 km   | 01:05:35 | 47. Aachener Winterlauf                      |
| 19. Sep. 2009 | 6    | Nordrhein-Meisterschaften | Grevenbroich          | 10 km   | 00:33:21 | Nordrhein-Meisterschaften, 10 km Straßenlauf |
| 8. Juli 2009  | 6    | Lousberglauf              | Aachen                | 5555 m  | 00:18:31 | 20. Lousberglauf                             |
| 20. Juni 2009 | 1    | Volkslauf Herzogenrath    | Herzogenrath          | 10 km   | 00:32:33 | 40. Int. Volkslauf Herzogenrath              |
| 25. Jan. 2009 | 2    | Abdijcross                | Kerkrade              | 5000 m  | 00:16:26 | 45. Abdijcross; Crosslauf Kurzstrecke        |
| 25. Jan. 2009 | 7    | Abdijcross                | Kerkrade              | 9500 m  | 00:31:44 | 45. Abdijcross; Crosslauf Langstrecke        |

| Datum/Jahr    | Rang | Wettbewerb        | Austragungsort        | Distanz | Zeit     | Bemerkung                                         |
| ------------- | ---- | ----------------- | --------------------- | ------- | -------- | ------------------------------------------------- |
| 14. Dez. 2008 | 6    | Winterlauf Aachen | Vichtbachtal – Aachen | 18 km   | 01:01:57 | 46. Aachener Winterlauf                           |
| 23. Nov. 2008 | 17   | Darmstadt-Cross   | Darmstadt             | 9700 m  | 00:32:20 | Finale Deutscher Cross-Cup 2008, EM-Qualifikation |
| 9. Juli 2008  | 3    | Lousberglauf      | Aachen                | 5555 m  | 00:17:32 | 19. Lousberglauf                                  |
| 6. Jan. 2008  | 4    | Dürener Stadtlauf | Düren                 | 10 km   | 00:33:37 | 23. Dürener-Sparkassen-Stadtlauf                  |

| Datum/Jahr    | Rang | Wettbewerb                   | Austragungsort        | Distanz    | Zeit     | Bemerkung                                 |
| ------------- | ---- | ---------------------------- | --------------------- | ---------- | -------- | ----------------------------------------- |
| 16. Dez. 2007 | 17   | Winterlauf Aachen            | Vichtbachtal – Aachen | 18 km      | 01:03:23 | 45. Aachener Winterlauf                   |
| 20. Okt. 2007 | 6    | Westdeutsche Meisterschaften | Wegberg               | 21,0975 km | 01:12:58 | Westdeutsche Halbmarathon-Meisterschaften |
| 11. Juli 2007 | 7    | Lousberglauf                 | Aachen                | 5555 m     | 00:18:51 | 18. Lousberglauf                          |

| Datum/Jahr    | Rang | Wettbewerb                          | Austragungsort        | Distanz    | Zeit     | Bemerkung                                                 |
| ------------- | ---- | ----------------------------------- | --------------------- | ---------- | -------- | --------------------------------------------------------- |
| 17. Dez. 2006 | 34   | Winterlauf Aachen                   | Vichtbachtal – Aachen | 18 km      | 01:05:54 | 44. Aachener Winterlauf                                   |
| 8. Okt. 2006  | 226  | München-Marathon                    | München               | 42,195 km  | 02:53:54 | 89. Platz Deutsche Meisterschaften Marathon               |
| 22. Sep. 2006 | 21   | Nordrhein-Meisterschaften           | Mönchengladbach       | 10 km      | 00:35:18 | Nordrhein-Meisterschaften 10 km Straßenlauf; 4. Platz U23 |
| 12. Juli 2006 | 20   | Lousberglauf                        | Aachen                | 5555 m     | 00:19:35 | 17. Lousberglauf                                          |
| 26. März 2006 | 90   | Deutsche Straßenlaufmeisterschaften | Herten                | 21,0975 km | 01:16:06 | 30. Deutsche Straßenlaufmeisterschaften; 22. Platz U23    |
| 22. Jan. 2006 | 8    | Nordrhein-Meisterschaften           | Wassenberg            | 9459 m     | 00:34:54 | Nordrhein-Crossmeisterschaften Junioren U23               |